# Patrice Rhomm
Patrice Rhomm est un réalisateur français né Jean René Rondard le 10 janvier 1931 dans le 6e arrondissement de Lyon, et mort le 19 septembre 2023.

## Biographie
Patrice Rhomm a travaillé comme scénariste avant de passer à la réalisation de plusieurs longs métrages, classés X pour la plupart.
Dans Draguse ou le manoir infernal, sorti en 1976, il mêle érotisme et fantastique.
Patrice Rhomm est par ailleurs l'auteur de l'adaptation du film La plus longue nuit du diablel  publiée en 1972 sous le titre Au service du diable.

## Filmographie
Source : Imdb, sauf en ce qui concerne Les Parkings de la terreur
- 1971 : La Plus Longue Nuit du diable (scénario et adaptation)
- 1976 : Draguse ou le manoir infernal
- 1977 : Elsa Fräulein SS
- 1981 : Les Parkings de la terreur[7]

Films classés X
- 1975 : L'Archisexe
- 1976 : La Grande Extase
- 1978 : Le Bijou d'amour
- 1978 : Touchez pas au zizi
- 1978 : Helga, la louve de Stilberg
- 1979 : Les Bidasses et la baiseuse
- 1979 : Les Jeunes Jouisseuses
- 1979 : Gamines expertes